# Giedrius Donatas Ašmys
Giedrius Donatas Ašmys (* 8. Oktober 1946 in Klaipėda) ist ein litauischer Politiker, ehemaliger Bürgermeister von Kaunas (2002–2003).

## Leben
Nach dem Abitur 1964 an der Adomas-Mickevičius-Mittelschule in Kaunas absolvierte Ašmys 1969 das Diplomstudium der Mechanik als Maschinenbau-Ingenieur am Kauno politechnikos institutas.
1969 arbeitete er im Feliksas-Dzeržinskis-Werk, von 1990 bis 1997 bei AB „Koordinatė“ als Meister und Technologe in Kaunas. Mehrere Jahre war Funktionär der Gewerkschaften. Ab 1990 leitete er die Unternehmensgewerkschaft, danach Lietuvos metalistų profesinė sąjunga und war Ratsmitglied von Kauno profesinių sąjungų susivienijimas, Koordinator von Lietuvos maisto pramonės darbininkų ir tarnautojų profsąjunga, von 1996 bis 2002 Leiter von Lietuvos metalistų profesinės sąjunga.
Seit 1997 ist er Mitglied im Stadtrat Kaunas.
Seit 1994 ist er Mitglied von Lietuvos socialdemokratų partija (LSDP). 
Er ist verheiratet. Mit Frau Gražina, Chemikerin, hat er den Sohn Kristupas und die Tochter Marija.